# خوودنه وووکی
خوودنه وووکی (به لهستانی:  Chłodne Włóki) یک روستا در لهستان است که در گمینا کرنکی واقع شده‌است.